# 安德烈娅·斯彭多利尼-西里埃
安德烈娅·斯彭多利尼-西里埃（英語：Andrea Spendolini-Sirieix，2004年9月11日—），英国女子跳水运动员，2022年世界游泳锦标赛混合团体铜牌得主、2023年世界游泳锦标赛女子双人10米跳台银牌得主。